# إيفان فيليز
إيفان فيليز (بالإسبانية: Iván Vélez)‏ (16 أغسطس 1984 في كولومبيا - ) هو لاعب كرة قدم كولومبي في مركز الدفاع. شارك مع منتخب كولومبيا لكرة القدم. أما مع النوادي، فقد لعب مع أتلتيكو جونيور وأمريكا دي كالي وأونس كالداس وإنديبندينتي وديبورتيس كوينديو.

## وصلات خارجية
- إيفان فيليز على موقع قاعدة بيانات كرة القدم.إي يو (الإنجليزية)
- إيفان فيليز على موقع ناشيونال فوتبول تيمز (الإنجليزية)
- إيفان فيليز على موقع Soccerway.com (الإنجليزية)
- إيفان فيليز على موقع AS.com (الإسبانية)